# Christine Errath

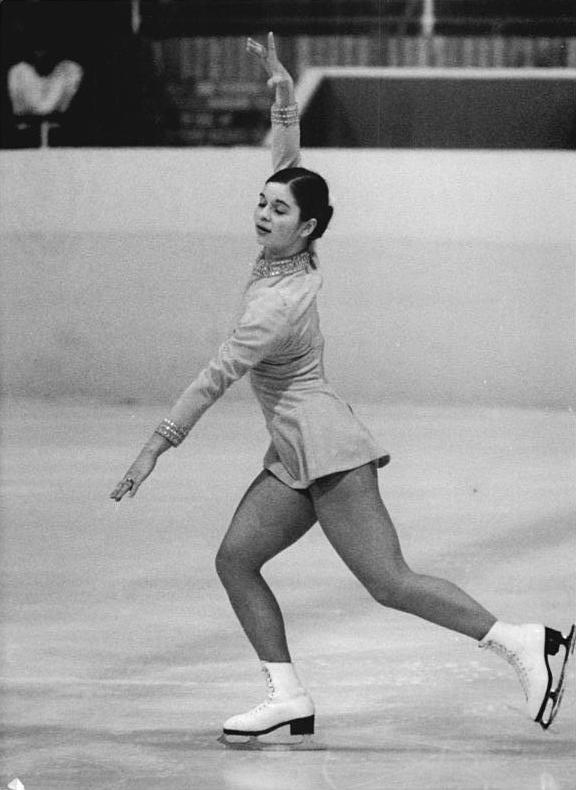
Christine Errath

Christine Stüber-Errath, född 29 december 1956 i Berlin, är en tysk konståkerska. Hon tävlade för Östtyskland och SC Dynamo Berlin under tränaren Inge Wischnewski.
Christine Errath blev världsmästare 1974 och europamästare 1973, 1974 och 1975. Vid OS 1976 tog hon brons.  Hennes stora konkurrenter i Östtyskland under dessa år var Sonja Morgenstern och Anett Pötzsch.